# V351 Близнецов
V351 Близнецов (лат. V351 Geminorum) — одиночная переменная звезда в созвездии Близнецов на расстоянии (вычисленном из значения параллакса) приблизительно 17 358 световых лет (около 5 322 парсек) от Солнца. Видимая звёздная величина звезды — от +14,2m до +10,6m.

## Характеристики
V351 Близнецов — красно-оранжевая углеродная пульсирующая переменная звезда, мирида (M) спектрального класса C(N). Эффективная температура — около 3834 К.